# Aliatge de Harper
L'aliatge de Harper és un aliatge fusible a 80 °C, la qual composició, en percentatge, és: 43,75% de bismut, Bi, 25% de plom, Pb, 25% d'estany, Sn i 6,25% de cadmi, Cd. Deu el seu nom al químic nord-americà H. W. Harper. Fou utilitzada durant la primera meitat del segle XX en odontologia.